# Nils Vogt (publicist)
 Der er for få eller ingen kildehenvisninger i denne artikel, hvilket er et problem. Du kan hjælpe ved at angive troværdige kilder til de påstande, som fremføres i artiklen.

 Der er flere personer med dette navn, se Nils Vogt.
Nils Vogt (27. oktober 1859 i Bergen - 27. juni 1927 i Vestre Aker) var en norsk redaktør, søn af Niels Petersen Vogt.
Vogt blev cand. jur. 1881. Efter en kort tids ansættelse ved det statistiske Centralbureau indtrådte han 1. oktober 1882 som redaktionssekretær i Morgenbladet, hvis chefredaktør han blev 1. januar 1894 ved Christian Frieles fratræden og senere var indtil i 15. juli 1913.
Den i flere retninger forandrede holdning, bladet som en følge af dette redaktørskifte kom til at indtage, visede sig ikke mindst på det unionspolitiske område, hvor man i det hele støttede ministeriet Michelsens politik.
Ved siden af bladets redaktionelle og politiske ledelse har Vogt med forkærlighed beskæftiget sig med litterær kritik og teateranmeldelser. I forskellige journalistiske organisationer tog han ivrig del.
Han var således formand i Den konservative Presses Forening fra dens stiftelse (1892) til 1898. Fra 1897 til 1904 var han formand i den norske afdeling af styrelsen for nordiske pressemøder, og mødte som den norske presses delegerede ved flere internationale pressekongresser.
Også uden for Morgenbladet, til hvis redaktion han for øvrigt var knyttet også efter sin fratræden som chefredaktør, optrådte Vogt som essayist og forfatter blandt andet med Fra far til datter. Smaa søndags-breve (1910) og Under Frieles haand og paa egen (1913).
Desuden har han skrevet Akers mekaniske Verksteds Historie (1920), redigeret Schous bryggeris mindeskrift ved jubilæet 1911 og skrevet Kristiania Sparebanks historie i dens jubilæumsskrift 1922. Som mangeårigt medlem af Kristiania bystyre var han blandt andet formand i tilsynsrådet for byens udseende.´

## Tid som chefredaktør iMorgenbladet
"Hans redaksjonelle artikler ved unionsoppløsningen 1905 hadde stor betydning for Høyres oppslutning om" Regeringen Michelsen, skriver Store norske leksikon.